# Городская служебная почта

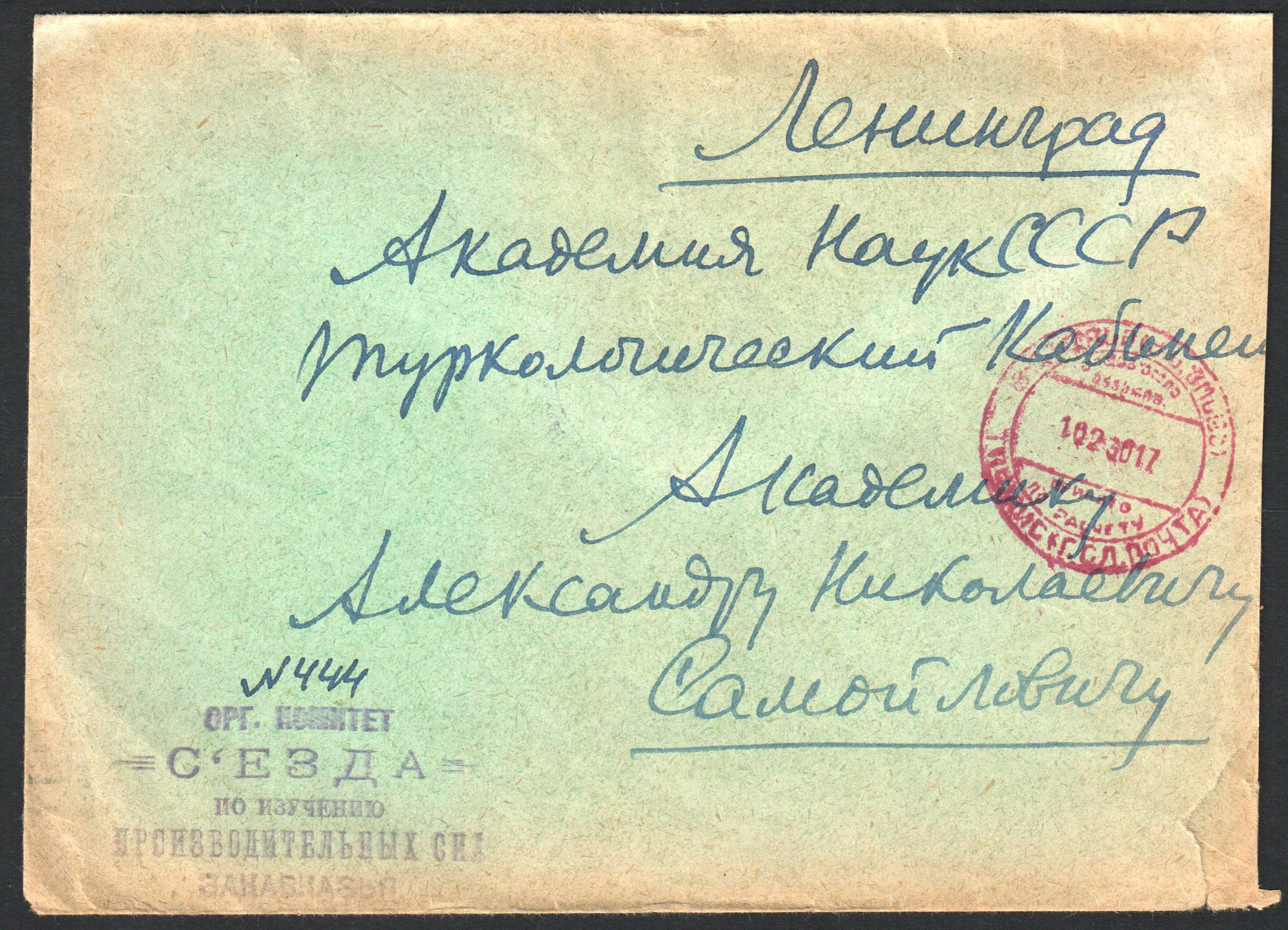
Служебный конверт за исходящим номером 444, отправленный из Организационного комитета Съезда по изучению производительных сил Закавказья (Тифлис) в Ленинград, в адрес академика А. Н. Самойловича (Туркологический кабинет Академии наук СССР). Письмо погашено штемпелем паушальной оплаты с текстом «Принято по расчёту. Тифлис. Г. сл. почта» (городская служебная почта) на русском и грузинском языках (1930)

Городская служебная почта (ГСП) — доставка почты крупным организациям, предприятиям и учреждениям города автомобилями, с вручением корреспонденции лицам, ответственным за её приём. Этот вид служебной почты предназначен для облегчения работы обычных почтальонов и ускоренного продвижения почты в адрес юридических лиц, деятельность которых связана с большим объёмом получаемых почтовых отправлений.

## История

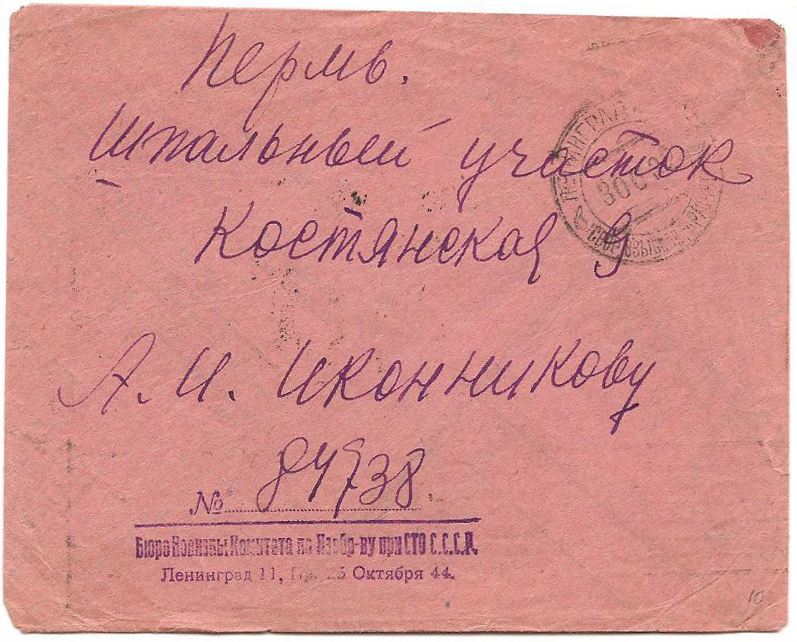
Служебный конверт СССР, отправленный из Ленинграда в Пермь, со штемпелем паушальной оплаты

Исторически возникла в Советском Союзе в 1929 году и была организована Народным комиссариатом почт и телеграфов для оказания почтовых услуг государственным и общественным организациям и предприятиям, а также отдельным коллективам в крупных городах. ГСП располагала собственными предприятиями связи, которые имели отдельную нумерацию.
В организациях, включённых в систему ГСП, были установлены маркировальные машины, с помощью которых на почтовой корреспонденции производились оттиски, удостоверявшие оплату почтовых отправлений. На раннем этапе развития ГСП применялись особые франкировочные штемпели паушальной оплаты, которые содержали дополнительный текст «Сбор взыскан по расчёту» и т. п.

## Современность

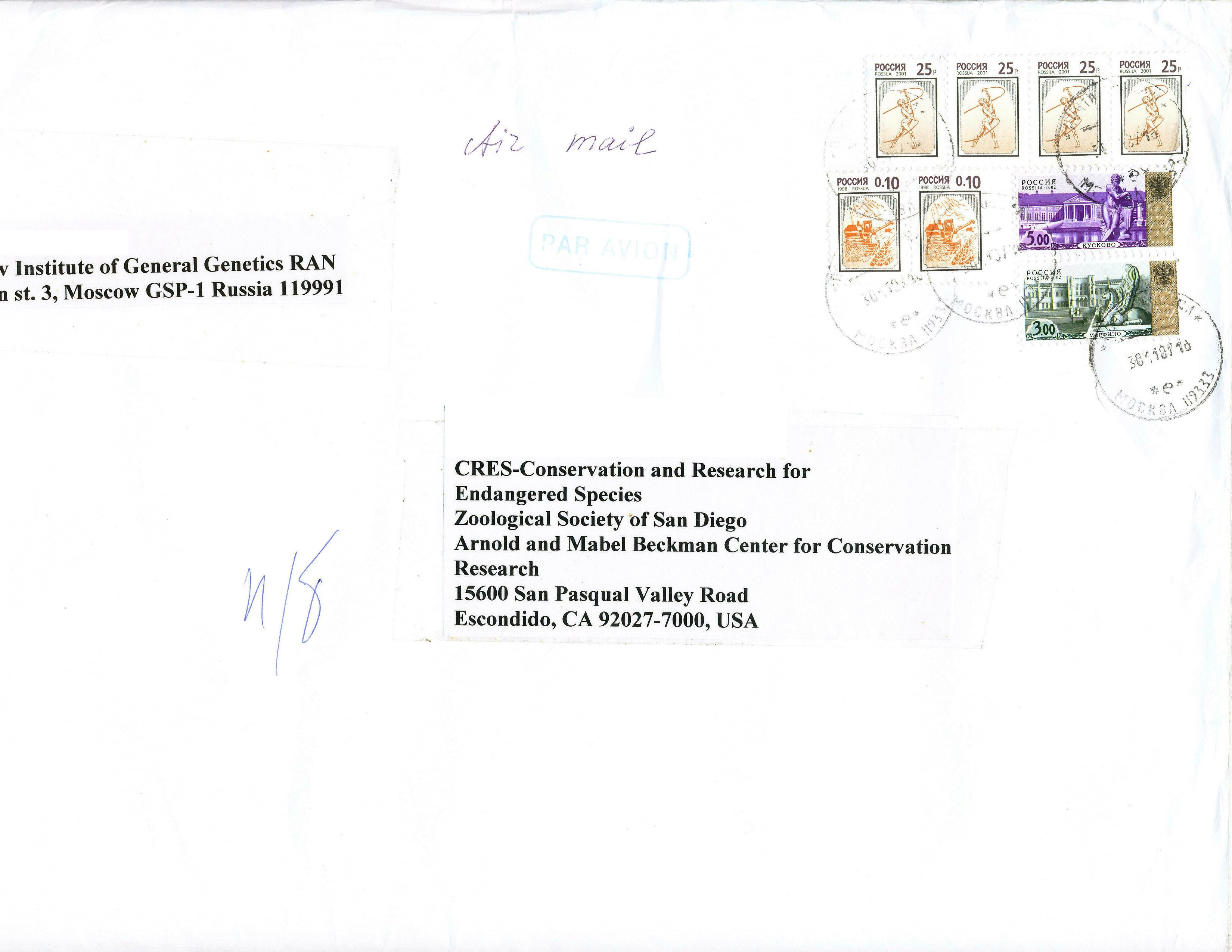
Почтовое отправление России (2007): в адресе отправителя указан номер городской служебной почты (ГСП-1), которая обслуживает организацию отправителя

В современных условиях посредством ГСП производится в обязательном порядке доставка следующих видов корреспонденции:
- печатные издания,
- простая и заказная почта,
- извещения,
- уведомления.

Согласно договору с предприятием или организацией, за дополнительную плату может осуществляться доставка страховой и посылочной почты.
При этом обработка и направление почты по пунктам ГСП происходят централизованным или децентрализованным способом, исходя из существующей системы обработки почты внутри города.
В адресе абонентов данного вида почтового обслуживания указывается номер, проставляемый после сокращения, например, ГСП-7, который может соответствовать специфическому номеру отделения связи, обслуживающего абонентское предприятие. Например, почтовый адрес Роспатента ГСП-3, 125993, хотя почтового отделения 993 в Москве не существует.

## Коллекционирование
Почтовые отправления, прошедшие ГСП, и штемпели, используемые в качестве отметок на подобной корреспонденции, являются предметами филателистического коллекционирования.

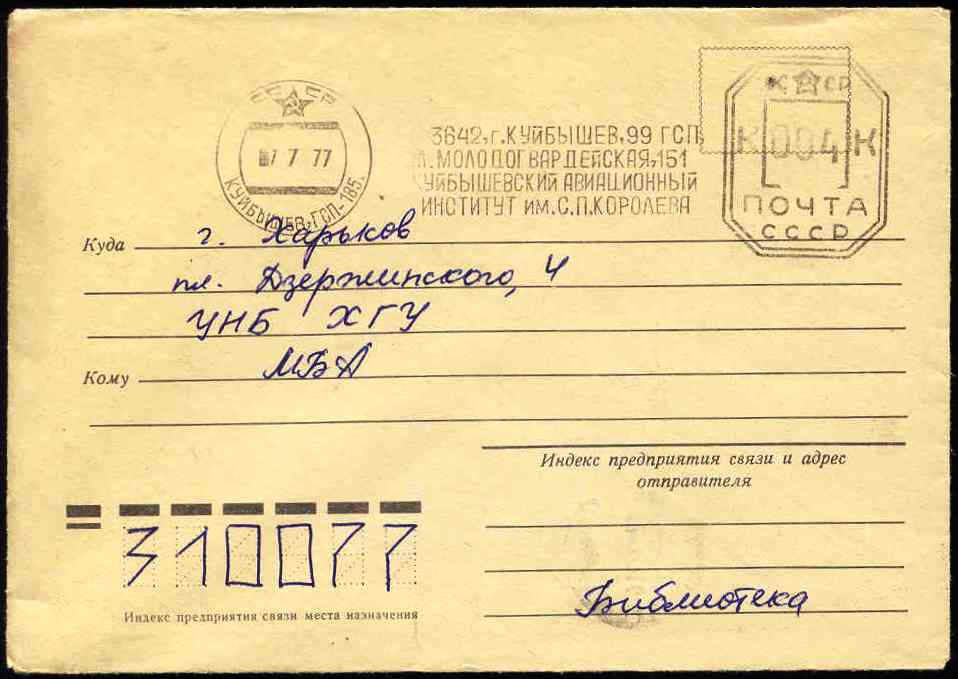
Почтовое отправление СССР (1977): на оттиске франкотипа виден номер городской служебной почты (ГСП-185), которая обслуживала организацию отправителя (Куйбышевский авиационный институт имени С. П. Королёва)